# James Strang
James Jesse Strang (21 de março de 1813 – 9 de julho de 1856) foi um membro do Movimento dos Santos dos Últimos Dias na qual foi batizado em 1844. Alguns meses após a morte de Joseph Smith Jr foi excomungado e estabeleceu uma ramificação da igreja.

## Biografia
Após a morte de Joseph Smith o movimento se dividiu entre diversas pessoas que clamavam ser os sucessores da liderança.Brigham Young líder do Quórum dos Doze Apóstolos tornou-se o líder da maior ramificação hoje conhecida como Igreja de Jesus Cristo dos Santos dos Últimos Dias. Strange foi um dos que clamaram  liderança da igreja e diversos membros proeminentes incluindo algumas pessoas da família de Smith aceitaram a liderança de Strang.
Strang formou um grupo conhecido como Igreja de Jesus Cristo dos Santos dos Últimos Dias (Strangita) (ou simplesmente Igreja Strangita) ainda que seus membros até hoje sejam conhecidos como Strangitas. Sua sede está na cidade de Voree em Wisconsin, onde Strang está enterrado.